# Men of Vizion
I Men of Vizion sono un quintetto R&B statunitense. Raggiunsero la fama nel 1996, con l'album di debutto Personal, contenente le canzoni, diventate poi le loro maggiori hit, House Keeper e Do Thangz, prodotte da Teddy Riley e da "Lil" Chris Smith.

## Discografia

### Album
- Personal (1996) MJJ Music/Sony
- MOV (1999) MJJ Music/Sony

### Singoli
- House Keeper (US #67, R&B #13)[1]
- Do You Feel Me? (...Freak You) (R&B #45)
- Break Me Off